# Haim
Haim (en hebreu "vida") és un grup americà de pop rock de Los Angeles, Califòrnia. El grup es compon de les germanes Este, Danielle i Alana Haim. El bateria Dash Hutton va participar la grup de 2012 a 2017.
Les germanes Haim van créixer en el si d'una família musical i van començar a tocar instruments des de ben petites. L'any 2007 van començar a actuar sota el nom de Haim, tot i que no es van plantejar una carrera musical professional fins anys més tard. El 2012 Dash Hutton va unir-se al trio i van establir-se com a grup de manera seriosa.
El mateix 2012, Haim va aconseguir un contracte amb Polydor Records gràcies a la bona rebuda del seu primer EP Forever i va entrar a l'estudi per començar a gravar material per al seu primer àlbum, Days Are Gone, publicat l'any següent. El disc va pujar a les llistes d'èxits de diversos països i a final del 2013, el grup va acumular nombrosos premis i nominacions.

## Estil
Haim han estat comparats amb el grup de soft-rock Fleetwood Mac, malgrat s'han mostrat aprensius a la comparació i han proposat comparacions amb música més recent com folk-rock amb elements R&B i Hip-Hop. Han declarat que rebutgen l'etiqueta de "girl band". En declaracions d'Alana Haim: "Quan la gent ens titlla de 'girl band', m'ho prenc com un insult. Ser una noia en un grup no hauria de ser res de l'altre món".

## Discografia
- Forever (EP) (2012)
- Days Are Gone (2013)
- Something to Tell You (2017)
- Women in Music Pt. III (2020)

## Singles
| Any  | Títol                       |
| ---- | --------------------------- |
| 2012 | Forever                     |
| 2012 | Don't Save Me               |
| 2013 | Falling                     |
| 2013 | The Wire                    |
| 2014 | If I Could Change Your Mind |
| 2014 | My Song 5                   |
| 2017 | Want You Back               |
| 2017 | Little of Your Love         |
| 2017 | Nothing's Wrong             |
| 2019 | Summer Girl                 |
| 2019 | Now I'm in It               |
| 2019 | Hallelujah                  |
| 2020 | The Steps                   |
| 2020 | I Know Alone                |
| 2020 | Don't Wanna                 |
| 2021 | Gasoline (ft. Taylor Swift) |
| 2022 | Lost Track                  |

## Videoclips
| Títol                       | Any  | Direcció                            |
| --------------------------- | ---- | ----------------------------------- |
| Forever                     | 2012 | Austin Peters                       |
| Don't Save Me               | 2012 | Austin Peters                       |
| Falling                     | 2013 | Tabitha Denholm                     |
| The Wire                    | 2013 | Jonathan Lia                        |
| If I Could Change Your Mind | 2014 | Warren Fu                           |
| My Song 5                   | 2014 | Dugan O'Neal                        |
| Right Now (en directe)      | 2017 | Paul Thomas Anderson                |
| Want You Back               | 2017 | Jake Schreier                       |
| Little of Your Love         | 2017 | Paul Thomas Anderson                |
| Summer Girl                 | 2019 | Paul Thomas Anderson                |
| Now I'm In It               | 2019 | Paul Thomas Anderson                |
| Hallelujah                  | 2019 | Paul Thomas Anderson                |
| The Steps                   | 2020 | Paul Thomas Anderson, Danielle Haim |
| I Know Alone                | 2020 | Jake Schreier                       |
| Don't Wanna                 | 2020 | Jake Schreier                       |
| Man From The Magazine       | 2020 | Paul Thomas Anderson                |
| Lost Track                  | 2022 | Paul Thomas Anderson                |